# 雷達河
54°38′28″N 18°28′25″E / 54.6411°N 18.4736°E

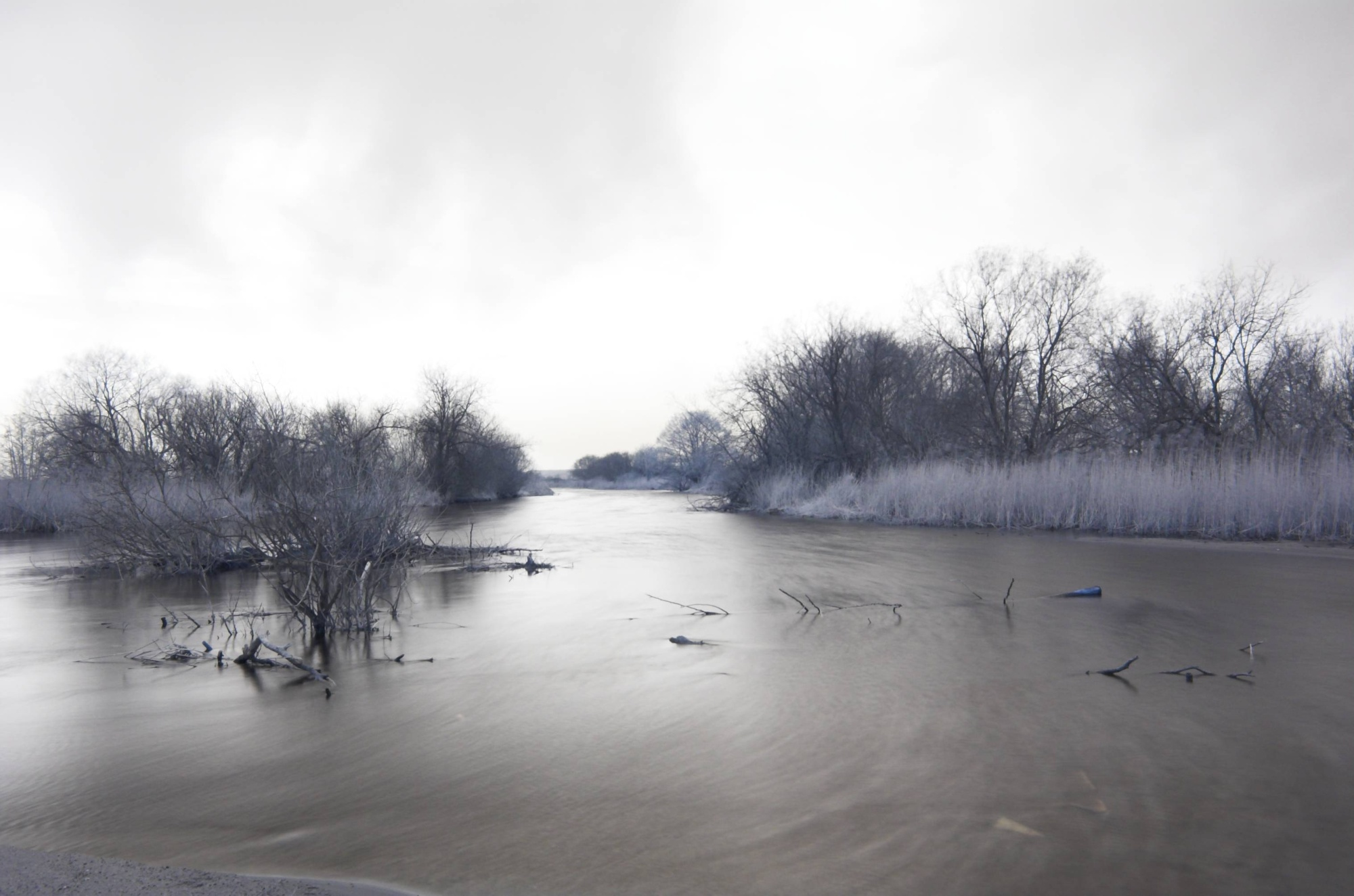

雷達河（波蘭語：Reda），是波蘭的河流，位於該國北部，流經濱海省，河道全長45公里，流域面積485平方公里，發源自韋伊海羅沃西南面，最終在格但斯克以北注入普茨克灣。